# Готесцел
Готесцел (њем. Gotteszell) општина је у њемачкој савезној држави Баварска. Једно је од 24 општинска средишта округа Реген. Према процјени из 2010. у општини је живјело 1.239 становника. Посједује регионалну шифру (AGS) 9276123.

## Географски и демографски подаци
Готесцел се налази у савезној држави Баварска у округу Реген. Општина се налази на надморској висини од 510 метара. Површина општине износи 9,2 km². У самом мјесту је, према процјени из 2010. године, живјело 1.239 становника. Просјечна густина становништва износи 134 становника/km².